# Хряпенков, Михаил Елисеевич
Михаил Елисеевич Хряпенков (1897—1939) — начальник Главного Управления пожарной охраны НКВД СССР (1934—1938), комбриг

## Биография
Русский, с высшим образованием, член ВКП(б). Служил в Белёвском 71-м пехотном полку. С 11 июля 1934 по 15 августа 1934 являлся временно исполняющим должность, и затем до 21 сентября 1938 утверждённый начальник Главного Управления пожарной охраны НКВД СССР.
Арестован 21 сентября 1938. Осуждён Военной коллегией Верховного суда СССР по обвинению в участии в контрреволюционной террористической организации. Приговорён к расстрелу 4 мая 1939, приговор приведён в исполнение в тот же день. Реабилитирован 30 января 1958 определением Военной коллегии Верховного суда СССР. Место захоронения: Донское кладбище, могила 1.

### Адрес
Москва, улица Серафимовича, дом 2 (Дом правительства), квартира 220.

### Звания
- комбриг.